# كونيو تسوجي
كونيو تسوجي (باليابانية: 辻邦生) (24 سبتمبر 1925، طوكيو في اليابان - 29 يوليو 1999، كارويزاوا في اليابان)؛ أستاذ جامعي، كاتب سيناريو، كاتب وروائي ياباني.